# Curt Sjöberg
Curt Sjöberg, född 26 januari 1897 i Stockholm, död 12 april 1948 i Stockholm, var en svensk gymnast och simhoppare. Han blev olympisk guldmedaljör 1920.